# Sainte-Marie-de-Vatimesnil
Sainte-Marie-de-Vatimesnil är en kommun i departementet Eure i regionen Normandie i norra Frankrike. Kommunen ligger i kantonen Étrépagny som tillhör arrondissementet Les Andelys. År 2022 hade Sainte-Marie-de-Vatimesnil 268 invånare.

## Befolkningsutveckling
Antalet invånare i kommunen Sainte-Marie-de-Vatimesnil
Referens:INSEE